# Some Kind of Monster (musikalbum)
Some Kind of Monster är en EP av Metallica, utgiven 2004 i samband med dokumentärfilmen Metallica: Some Kind of Monster. Alla låtar förutom den första och den sista är liveinspelningar från en konsert i Paris, 11 juni 2003. Titelspåret är taget från albumet St. Anger.

## Låtlista
1. "Some Kind of Monster" - 8:28
2. "The Four Horsemen" - 5:22
3. "Damage, Inc." - 5:00
4. "Leper Messiah" - 5:57
5. "Motorbreath" - 3:21
6. "Ride the Lightning" - 6:42
7. "Hit the Lights" - 4:14
8. "Some Kind of Monster" - 6:49